# Gottfried Liljenström
Johan Gottfried Valentina Liljenström, född 5 februari 1860 i Landskrona, död 9 mars 1921 i Adolf Fredriks församling i Stockholm, var en svensk apotekare. 
Gottfried Liljenström var son till handlaren och vicekonsuln Johan Petter Liljenström. Han blev apotekselev 1875, avlade farmacie studiosiexamen 1879 samt apotekarexamen 1884. Efter olika anställningar tjänstgjorde han vid apoteket i Ulricehamn 1890–1904 samt innehade apoteket Hägern i Uppsala 1904–1913 och apoteket Sankt Erik i Stockholm 1913–1921. Han gjorde studieresor till Tyskland, Österrike-Ungern och Nederländerna. Liljenström publicerade farmaceutiskt kemiska arbeten och kårsociala uppsatser i fackpressen. För Studier öfver alkaloidbestämning i extrakter (1894) erhöll han Farmaceutiska institutionens Scheelepris. Han invaldes i Svenska läkaresällskapet 1907 och var bland annat stadsfullmäktig i Ulricehamn, ordförande i Uppsala skyttegille och ledamot av överstyrelsen för Sveriges landstormsföreningars centralförbund. Gottfried Liljenström är begravd på Norra begravningsplatsen utanför Stockholm.